# Adam Poulsen
Adam Poulsen (født 19. november 1879 i København, død 30. juni 1969 i Græsted) var en dansk skuespiller og teaterdirektør, søn af Emil Poulsen, bror til Johannes og Svenn Poulsen.
Poulsen for først til søs, men opgav den maritime bane for at blive student, hvorefter hans fader forberedte ham til en debut på Dagmarteatret 9. november 1901 som Giulio i Renaissance. Han brød straks igennem. 1903-05 virkede han ved Folketeatret og føjede karakterroller som Bratt i Over Evne og kaptajn Grobisch i Karneval til sit repertoire af romantiske og moderne elskere; 1905-06 udviklede han sig yderligere på Max Reinhardts teaterskole i Berlin og var derefter atter ansat ved Dagmarteatret, i hvilken periode han navnlig udmærkede sig som Harald Hårderåde i Væringerne i Miklagaard.
I 1909 tiltrådte Poulsen sammen med broderen Johannes, et engagement ved nationalscenen, der dog kun blev af kort varighed. Med afgjort held grundlagde Poulsen 1910 i Dyrehaven det første danske friluftsteater (Hagbarth og Signe), hvilket foretagende 1911-14 førte ham til direktørposten ved Dagmarteatret, hvor blandt hans forestillinger navnlig Bjerg-Eyvind havde stor kunstnerisk værdi; 1915—16 virkede han atter ved nationalscenen og levendegjorde her en af sine bedste skikkelser som Antio i Fædreland.
Derpå forlod Poulsen sit arbejde i Danmark for i tre sæsoner at lede den svenske scene i Helsingfors just i Finlands frigørelsesperiode; siden har han optrådt som gæst på danske og svenske provinsscener samt på Betty Nansen Teatret, hvor han blandt andet spillede Helmer i Et dukkehjem; 1922 genrejste han Friluftsteatret, der under Johannes Nielsens mellemliggende ledelse havde måttet standse sin virksomhed, og 1923 foretog han en turné blandt danske i Nordamerika. Hans kunstneriske livsbane har således været meget urolig.
Med større energi og myndighed end sjælelig vibration har han gennemspillet et stort repertoire både af klassisk og moderne art, for eksempel Shakespeares Romeo og Hamlet, Oehlenschlägers Axel, Giulio Romano og Hakon Jarl, Povl Abel i Ranke Viljer og Ludvig Hansen i Brødrene Hansen, og han var derfor velegnet i sit mandige ydre, sit klangfulde organ, sin sikre smag at genrejse interessen for det klassiske drama på nationalscenen, hvis skarpe, men ikke uberettigede kritiker han havde været i pjecen Det kongelige Teaters Misere (1921).
Poulsen fejrede 14. november 1926 sammen med broderen Johannes 25-års jubilæum under et gæstespil på Det Kongelige Teater, hvor han udførte Skule Jarl i Kongsemnerne; i øvrigt fortsatte han under 1920'erne sit turnéliv, der blandt andet førte ham til Island, på hvis hovedscene i Reykjavik han som prinsen i Der var engang — 1925 var den første danske skuespiller, som optrådte blandt islandske kolleger. Maj 1929 udførte han med held på tysk pastor Bratt i Over Evne på teatret i Lübeck.
Fra juli 1930 var så Poulsen Det Kongelige Teaters direktør, og som chef faldt det i hans lod at gennemføre teaterloven af februar 1930.
Blandt hans livsgerning i øvrigt må nævnes at han udgivet bogen Skådespelarkonst (Helsingfors 1919) samt et skrift om Dobbeltscenen (1923), hvori han meddelte sin plan om oprettelsen af et folkeligt, kunstnerisk alvorligt "Landsteater".
Han blev Ridder af Dannebrog 1924 og Dannebrogsmand 1931.

## Filmografi
- Via Crucis (1920)
- Druknet i Flammehavet (1916)
- Af Elskovs Naade (1914)
- Luftskipperen (1913)
- Scenens Børn (1913)
- Indbruddet hos Skuespillerinden (1912)
- Dødsdrømmen (1912)
- Onkel og Nevø (1912)
- Privatsekretæren (1911)
- Djævlesonaten (1910)
- Dorian Grays Portræt (1910)
- Elskovsleg (1910)
- Et Gensyn (1910)